# Canyon Lake (Arizona)
Der Canyon Lake ist ein Stausee im US-Bundesstaat Arizona. Es handelt sich dabei um einen von vier Seen einer Seenkette, die durch die Stauung des Salt River entstanden. Der Stausee wird durch den Mormon Flat Dam aufgestaut und dient der Versorgung des Großraums Phoenix mit Trinkwasser und Strom aus Wasserkraft. Er ist auch ein bedeutendes Naherholungsgebiet für Wassersport und Angeln. Er liegt im Tonto National Forest.

## Staumauer
Der Stausee wird durch die Talsperre Mormon Flat aufgestaut.